# Ligier Richier
Ligier Richier, född omkring 1500 i Saint-Mihiel, död 1567 i Genève, var en fransk skulptör under renässansen. Han är känd för att i kyrkan Saint-Étienne i Bar-le-Duc ha utfört René de Chalons transi, ett gravmonument där den avlidne framställs som ett ruttnande lik.

## Biografi
Richier var främst verksam i sin hemstad med omnejd. År 1530 fick han Anton av Lothringen som beskyddare och erhöll ett flertal beställningar från denne. Richier arbetade emellanåt i trä, men han föredrog kalksten, vilken bröts i Saint-Mihiel och Sorcy. Han experimenterade med olika poleringstekniker, vilka gav kalkstenen en marmorliknande yta.
I kyrkan Saint-Étienne har Richier även skulpterat Kristi gravläggning med tretton personer i naturlig storlek. Jungfru Maria ses svimma i armarna på aposteln Johannes. Verk av Ligier finns även i kyrkan Saint-Pierre i Bar-le-Duc samt på Louvren i Paris.

## Bilder
| - René de Chalons transi. - Kristi gravläggning. |

### Webbkällor
- Obriot, Y. (1936). ”RICHIER, Ligier”. Enciclopedia Italiana. Treccani. http://www.treccani.it/enciclopedia/ligier-richier_%28Enciclopedia-Italiana%29/. Läst 18 januari 2018.
- ”Richier, Ligier”. Enciclopedie on line. Treccani. http://www.treccani.it/enciclopedia/ligier-richier/. Läst 18 januari 2018.
- Ligier Richier i Louvrens databas